# Stroker & Hoop
Stroker & Hoop è una serie televisiva animata statunitense del 2004, creata e sceneggiata da Casper Kelly e Jeffrey G. Olsen e diretta da David Wachtenheim e Robert Marianetti.
La serie è una parodia di serie televisive e film polizieschi come Starsky & Hutch, mentre la macchina che guidano è una C.A.R.R., parodia della KARR vista nella serie televisiva Supercar del 1982.
La serie è stata trasmessa per la prima volta negli Stati Uniti su Adult Swim dal 1º agosto 2004 al 25 dicembre 2005, per un totale di 13 episodi ripartiti in una sola stagione.

## Trama
Stroker e Hoop sono una coppia di investigatori privati di Los Angeles che recitano e si vestono in stile anni '70. Nonostante l'alta opinione che hanno di se stessi, sono entrambi dei perdenti e degli inetti: Stroker si immagina come un signore soave, ma è generalmente impopolare e percepito praticamente da ogni donna che incontra come uno sciovinista ripugnante, mentre Hoop si considera un asso del crimine e un maestro del travestimento, quando in realtà è un nerd credulone e tutti i suoi travestimenti si rivelano dei fallimenti. Il loro unico "vantaggio" rispetto alla loro concorrenza è C.A.R.R., un AMC Pacer parlante con una propria personalità nevrotica. A causa della loro abissale esperienza e delle loro capacità meno che stellari, i due uomini guadagnano il loro reddito risolvendo crimini per le persone che non possono permettersi di assumere più detective competenti. Invariabilmente, i loro tentativi di risolvere un crimine si traducono in spargimenti di sangue, violenze e migliaia di dollari di danni alle proprietà.
Un punto ricorrente della trama è quello di prendere miti e fantasie (come il controllo mentale e Babbo Natale) e renderli reali in un contesto altrimenti ordinario. Stroker spesso dubita dell'esistenza di questi eventi.

## Episodi
| Stagione       | Episodi | Prima TV USA | Prima TV Italia |
| -------------- | ------- | ------------ | --------------- |
| Prima stagione | 13      | 2004-2004    | inedita         |

## Personaggi e doppiatori

### Personaggi principali
- John Strockmeyer, in arte Stroker (stagione 1), doppiato da Jon Glaser.
- Hoop Schwartz (stagione 1), doppiato da Speed Levitch.
- C.A.R.R. (stagione 1), doppiato da Paul Christie.
- Double Wide (stagione 1), doppiato da Curtis Armstrong.
- Coroner Rick (stagione 1), doppiato da Gary Anthony Williams.
- Keith (stagione 1), doppiata da Mary Birdsong.

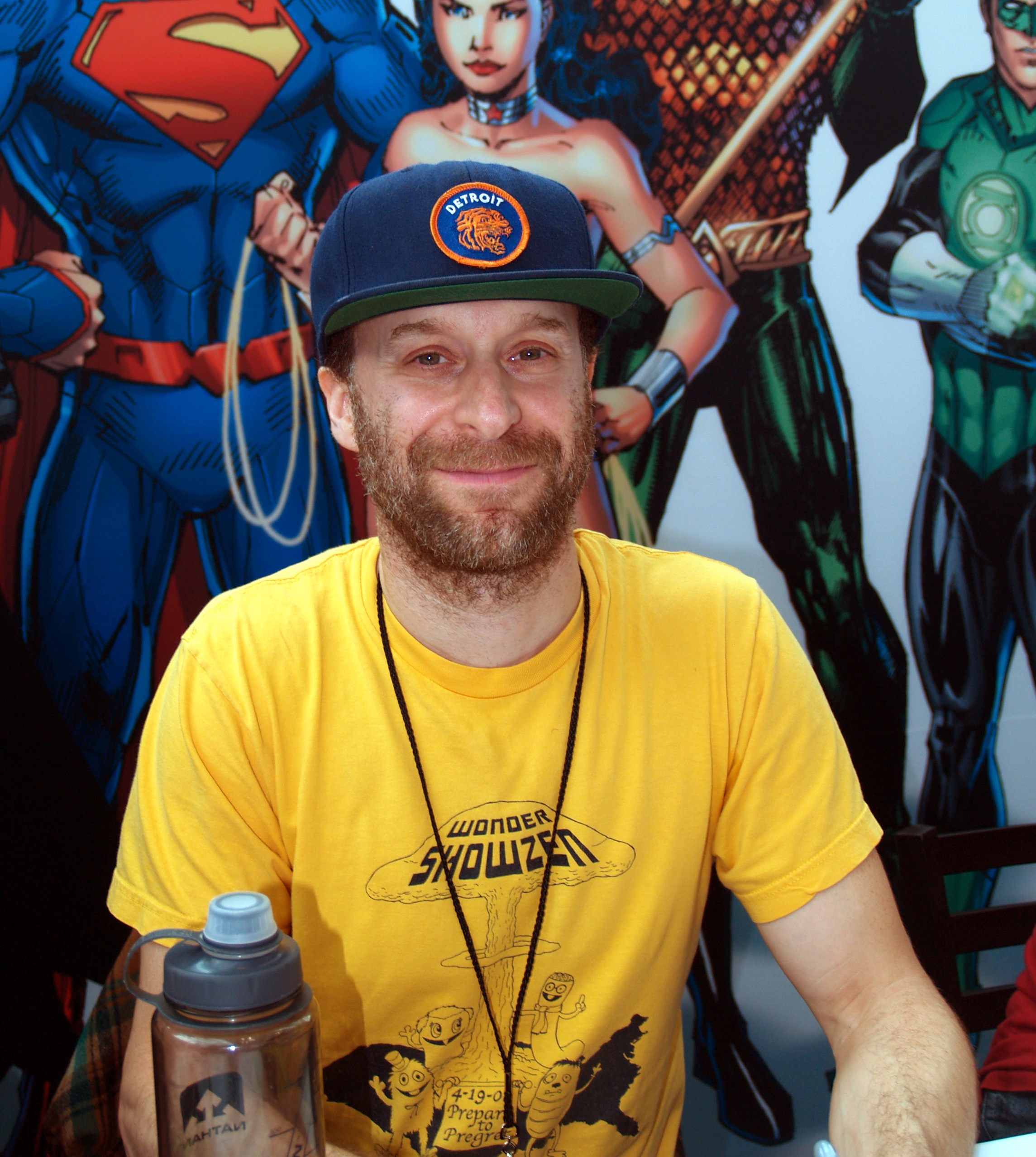
Jon Glaser al New York Comic Con nel 2015
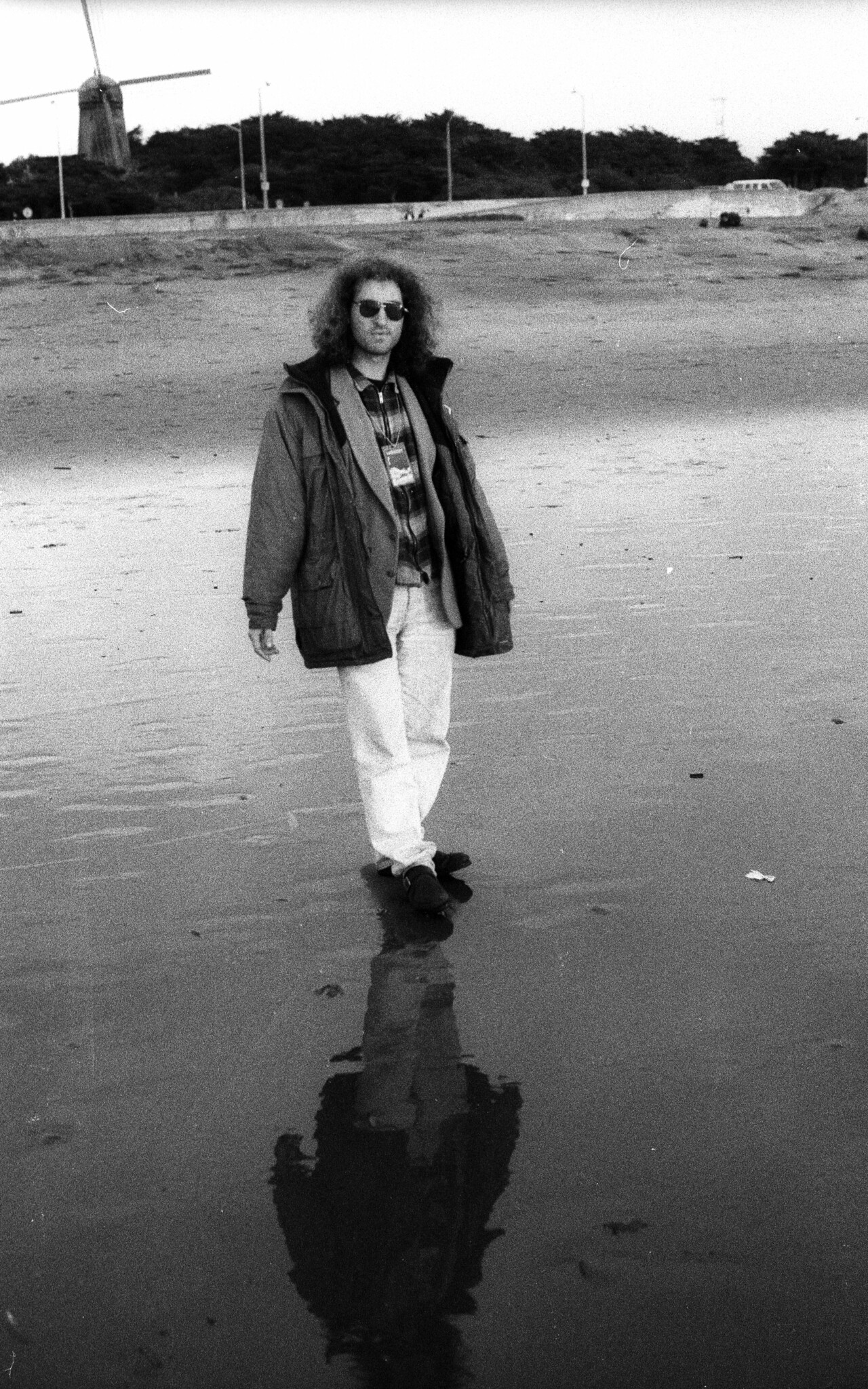
Speed Levitch nel 2016
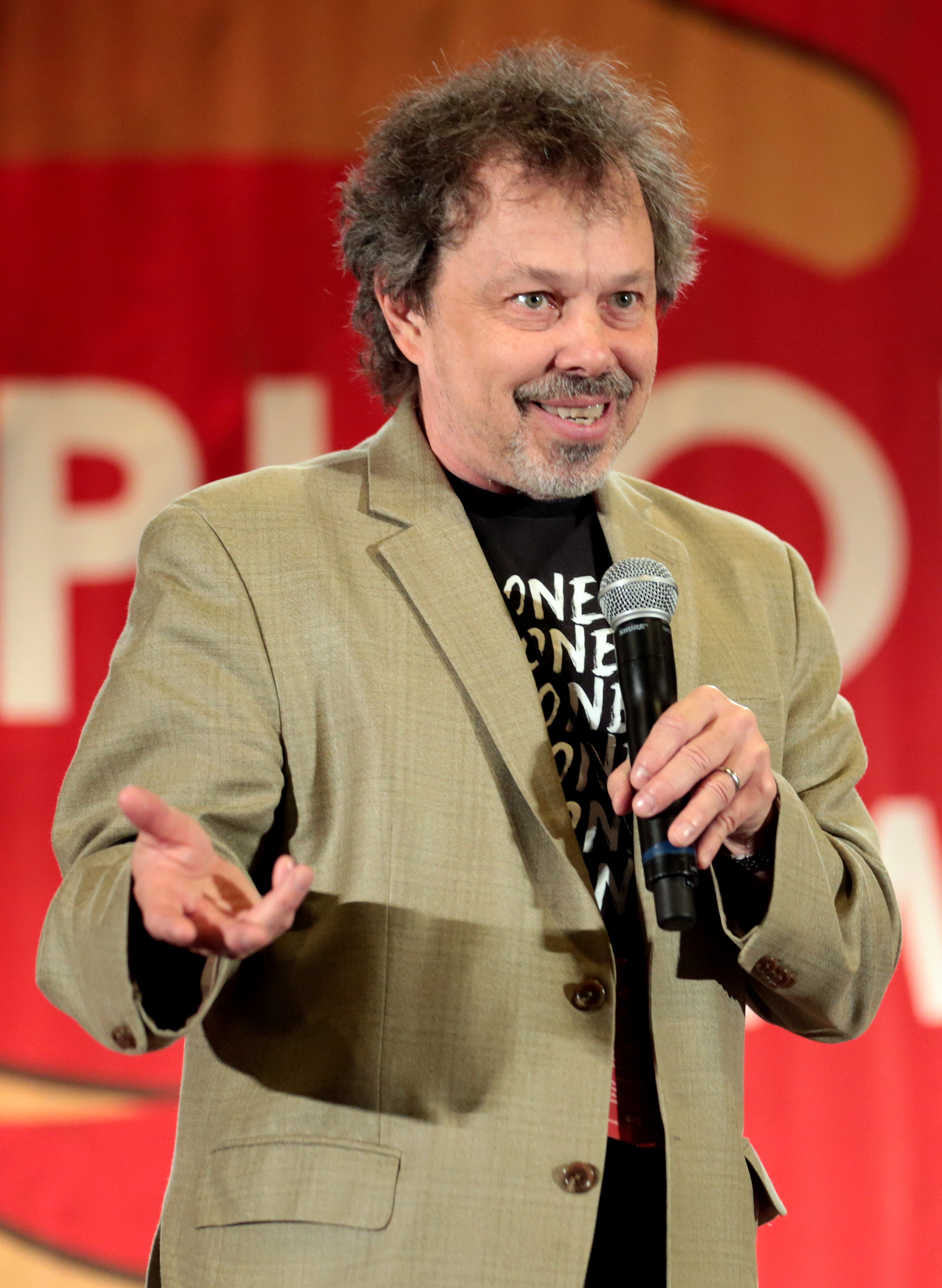
Curtis Armstrong al Phoenix Fan Fusion nel 2017
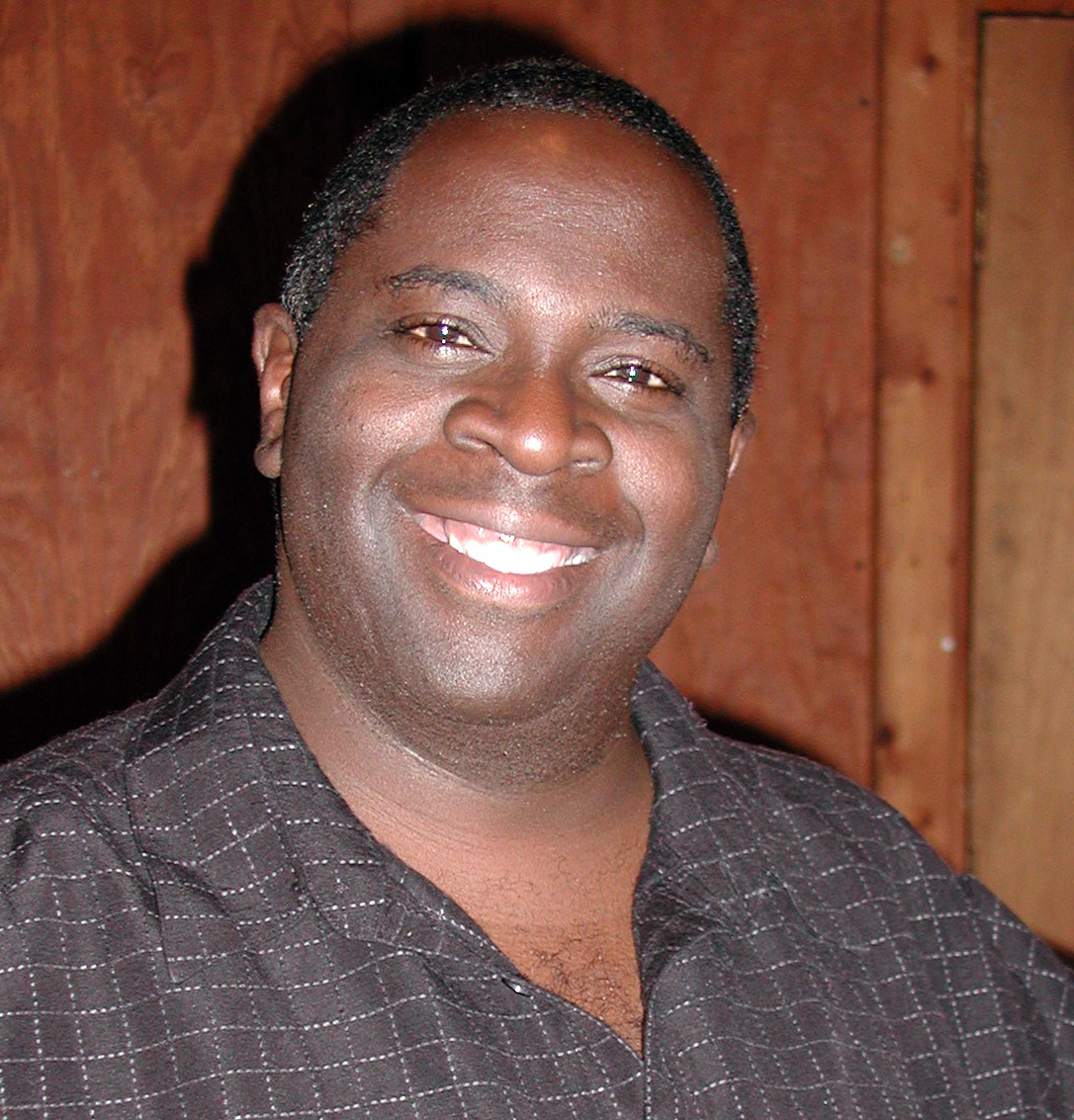
Gary Anthony Williams nel 2007

## Distribuzione

### Trasmissione internazionale
- 1º agosto 2004 negli Stati Uniti d'America su Adult Swim;
- 1º settembre 2006 in Canada su Teletoon at Night;[2]
- 2006 nel Regno Unito su Bravo;[3]
- 25 giugno 2007 in Russia su 2x2;
- 5 dicembre 2007 in Germania su TNT Serie;[4]
- 2007 in America Latina su Adult Swim.